# Ophiomyia ocimivora
Ophiomyia ocimivora är en tvåvingeart som beskrevs av Spencer 1985. Ophiomyia ocimivora ingår i släktet Ophiomyia och familjen minerarflugor.
Artens utbredningsområde är Kenya. Inga underarter finns listade i Catalogue of Life.